# Killian Tillie
Killian Tillie (* 5. März 1998) ist ein französischer Basketballspieler.

## Werdegang
Tillie entstammt einer sportlichen Familie: Seine Mutter Caroline war niederländische Volleyballnationalspielerin, sein Vater Laurent französischer Volleyballnationalspieler und späterer -trainer. Killian Tillies ältere Brüder Kévin (Volleyball) und Kim (Basketball) wurden französische Nationalspieler. Der Großvater der drei Brüder, Guy Tillie, gewann als Volleyballspieler die französische Meisterschaft, ihr Onkel war 1992 Olympiateilnehmer im Wasserball.
Er spielte als Jugendlicher Basketball und Volleyball. Seine Vereinslaufbahn begann in Cagnes-sur-Mer in der Nähe von Nizza, über den Zwischenhalt Stade Laurentin Basket kam er 2013 in den Nachwuchsbereich von Olympique d’Antibes. 2014 wechselte er an das französische Leistungszentrum INSEP.
Der Franzose entschloss sich, wie seine Brüder vor ihm, seine Ausbildung in den Vereinigten Staaten fortzusetzen und wechselte 2016 an die Gonzaga University. Er bestritt zwischen 2016 und 2020 108 Spiele für die Hochschulmannschaft, erreichte Mittelwerte von 9,5 Punkten und 4,6 Rebounds je Begegnung. Im April 2017 stand er mit Gonzaga im Endspiel der NCAA-Meisterschaft, verlor dieses mit seiner Mannschaft aber. Teile der Saison 2018/19 verpasste er wegen eines Ermüdungsbruchs im rechten Sprunggelenk, welchen er Ende Oktober 2018 erlitt. Im Oktober 2019 musste er sich einer Knieoperation unterziehen. Ende Januar 2020 zog er sich eine Knöchelverletzung zu.
Beim Draftverfahren der NBA im November 2020 wurde Tillie von keiner Mannschaft ausgewählt, wurde wenige Tage später aber von den Memphis Grizzlies mit einem Zweiwegevertrag ausgestattet. Ende Februar 2021 wurde er erstmals in einem NBA-Spiel eingesetzt. Er bestritt insgesamt vier NBA-Spiele für die Mannschaft. Im Oktober 2022 verlor er kurz vor dem Beginn der Saison 2022/23 seinen Platz in Memphis’ Aufgebot. Wegen Eingriffen am Rücken und am Knöchel musste Tillie hernach lange pausieren. Mitte Juli 2024 bestritt er sein erstes Wettkampfspiel nach rund zweieinhalbjähriger Pause, als Tillie für die Boston Celtics in der Sommerliga der NBA auflief.
Im August 2024 gab der spanische Erstligist CB Málaga die Verpflichtung des Franzosen bekannt. Mit Málaga gewann Tillie im September 2024 den Intercontinental Cup und den spanischen Supercup. Im Februar 2025 wurde er spanischer Pokalsieger, kam im Endspiel jedoch nicht zum Einsatz. Auch beim Gewinn der Champions League im Mai desselben Jahres wirkte er im Endspiel nicht mit.

## Nationalmannschaft
2013 wurde er mit der französischen Auswahl U16-Europameister, Tillie trug zum Erfolg je Turnierspiel 14,3 Punkte und 9,6 Rebounds bei. Damit war er zweitbester Korbschütze der Franzosen hinter Bathiste Tchouaffé. Ebenfalls zur Mannschaft zählten Frank Ntilikina und Adam Mokoka. In der Basketball-Spielart 3-gegen-3 gewann Tillie mit Frankreich 2015 Bronze bei der U18-Weltmeisterschaft.

## NBA-Statistik

### NBA

#### Hauptrunde
| Saison  | Team    | GP | GS | MPG  | FG % | 3P % | FT % | RPG | APG | SPG | BPG | PPG |
| ------- | ------- | -- | -- | ---- | ---- | ---- | ---- | --- | --- | --- | --- | --- |
| 2020–21 | Memphis | 18 | 1  | 10.1 | .333 | .303 | .818 | 1.3 | 0.4 | 0.3 | 0.4 | 3.2 |
| 2021–22 | Memphis | 36 | 3  | 12.8 | .339 | .314 | .625 | 1.7 | 0.6 | 0.6 | 0.4 | 3.3 |
| Gesamt  | Gesamt  | 54 | 4  | 11.9 | .337 | .311 | .737 | 1.6 | 0.6 | 0.5 | 0.4 | 3.2 |